# Pematang Biara
Pematang Biara is een bestuurslaag in het regentschap Deli Serdang van de provincie Noord-Sumatra, Indonesië. Pematang Biara telt 3697 inwoners (volkstelling 2010).